# Alerte sur Fangataufa
Pour l’article homonyme, voir Fangataufa.
Alerte sur Fangataufa est une bande dessinée écrite par Philippe Geluck et dessinée par Devig (Christophe de Viguerie). Elle a été publiée aux éditions Casterman le 14 octobre 2009. Il s'agit d'un album humoristique parodiant de célèbres bandes dessinées belges telles que Les Aventures de Tintin, Blake et Mortimer ou encore Spirou. 

## Personnages
- Scott Leblanc : reporter animalier pour le magazine Bien en vue. C'est un Tintin un peu efféminé, très gaffeur, monomaniaque des animaux. Il habite chez sa mère.
- Tino : canari, animal de compagnie de Leblanc, il le suit partout. C'est un Milou à plumes.
- Professeur Moleskine : physicien, son nom est cité pour l'attribution du Nobel. Barbu, très gros fumeur. Il a été formé en Angleterre par le professeur Darmagnac et détient une partie de ses travaux.
- Professeur Darmagnac : savant français, il suit le général de Gaulle en 1940 et s'installe à Londres. Il poursuit ses recherches pour les Alliés et met au point le rayon "Zéta", capable d'arrêter à distance l'alimentation électrique de n'importe quel moteur. Il confie les calculs à ses quatre étudiants préférés. Atteint d'un cancer, il meurt en 1950 et remet à chacun de ses disciples un chapitre de son invention.
- Thaddeus Seigle : élève du professeur Darmagnac.
- Paul Mortemort : élève du professeur Darmagnac, travaille dans un laboratoire de recherche de l'armée, en Angleterre. Passionné par les chevaux.
- Louise Fudge : élève du professeur Darmagnac. Morte brûlée dans l'incendie de son appartement.

## Synopsis
1966, Scott Leblanc doit effectuer un reportage sur un scientifique prestigieux, pressenti pour le prix Nobel : le professeur Dimitri Moleskine. Arrivé chez lui, il assiste à l'explosion de son laboratoire et à la disparition d'un coffre fort contenant des documents ultra-secrets. S'ensuit une course poursuite, dans laquelle Scott Leblanc se trouve embarqué, un peu par hasard. Ils font le tour des anciens collègues du professeur, ils doivent vérifier que chacun est encore en possession des documents de Darmagnac. Thaddeus Seigle est absent, parti pour Tahiti. Ils découvrent Mortemort inconscient dans son bureau, son dossier Zéta a disparu. Louise Fudge et toutes ses possessions ont disparu dans l'incendie qui détruisit son appartement. Pendant ce temps, la Polynésie doit accueillir les essais nucléaires français. Seigle, si c'est lui le coupable, pourrait tout paralyser.
Moleskine et Leblanc appareillent pour la Polynésie.